# Robert Costa
Robert Costa Ventura (Girona, 6 juni 1994) is een Spaans voetballer die als centrumverdediger speelt. Hij speelde voorheen in de jeugd van FC Barcelona. Sinds 2016 staat Costa onder contract bij Celta de Vigo.

## Clubcarrière
Costa kwam in 2006 bij de jeugdopleiding van FC Barcelona. Met de Juvenil A, het hoogste jeugdelftal, won hij in 2013 de regionale groep van de División de Honor. In 2013 kwam Costa bij FC Barcelona B, maar de verdediger speelde het seizoen 2013/2014 op huurbasis bij CF Badalona. Hij debuteerde op 7 september 2014 in de Segunda División A. In 2016 vertrok Costa naar Celta de Vigo, waar hij in het tweede elftal ging spelen.

## Statistieken
| Seizoen         | Club            | Competitie         | Competitie | Competitie | Beker | Beker | Supercup | Supercup | Europa | Europa | Totaal | Totaal |
| Seizoen         | Club            | Competitie         | Wed.       | Dlp.       | Wed.  | Dlp.  | Wed.     | Dlp.     | Wed.   | Dlp.   | Wed.   | Dlp.   |
| --------------- | --------------- | ------------------ | ---------- | ---------- | ----- | ----- | -------- | -------- | ------ | ------ | ------ | ------ |
| 2012-2013       | FC Barcelona B  | Segunda División A | 0          | 0          | 0     | 0     | —        | —        | —      | —      | 0      | 0      |
| 2013-2014       | → CF Badalona   | Segunda División B | 14         | 0          | 0     | 0     | —        | —        | —      | —      | 14     | 0      |
| 2014-2015       | FC Barcelona B  | Segunda División A | 13         | 0          | 0     | 0     | —        | —        | —      | —      | 13     | 0      |
| 2015-2016       | FC Barcelona B  | Segunda División B | 19         | 0          | 0     | 0     | —        | —        | —      | —      | 19     | 0      |
| Carrière totaal | Carrière totaal | Carrière totaal    | 46         | 0          | 0     | 0     | 0        | 0        | 0      | 0      | 46     | 0      |